# White Horse (Dakota del Sur)
White Horse es un lugar designado por el censo ubicado en el condado de Todd en el estado estadounidense de Dakota del Sur. En el Censo de 2010 tenía una población de 276 habitantes y una densidad poblacional de 33,67 personas por km².

## Geografía
White Horse se encuentra ubicado en las coordenadas 43°18′37″N 100°35′51″O / 43.31028, -100.59750. Según la Oficina del Censo de los Estados Unidos, White Horse tiene una superficie total de 8.2 km², de la cual 8.18 km² corresponden a tierra firme y (0.16%) 0.01 km² es agua.

## Demografía
Según el censo de 2010, había 276 personas residiendo en White Horse. La densidad de población era de 33,67 hab./km². De los 276 habitantes, White Horse estaba compuesto por el 3.26% blancos, el 0% eran afroamericanos, el 93.84% eran amerindios, el 0.36% eran asiáticos, el 0% eran isleños del Pacífico, el 0% eran de otras razas y el 2.54% pertenecían a dos o más razas. Del total de la población el 1.81% eran hispanos o latinos de cualquier raza.